# Хајнрих Вилхелм Валдејер
Хајнрих Вилхелм Готфрид фон Валдејер-Харц (6. октобар 1836 — 23. јануар 1921) је био немачки анатом, познат по резимирању теорије неурона и именовању хромозома. Упамћен је и по анатомским структурама људског тела које су добиле име по њему: Валдејеров тонзиларни прстен и Валдејерове жлезде (очних капака).

## Прилог теорији неурона
Валдејерово име се у неуронауци повезује са „теоријом неурона“, и за сковање термина „неурон“ за описивање основне структурне јединице нервног система. Валдејер је синтетизовао открића неуроанатома (и каснијих добитника Нобелове награде) Камила Голџија (1843–1926) и Сантијага Рамона и Кахала (1852–1934), који су користили методу сребрног нитрата за бојење нервног ткива (Голџијев метод), да се формулишу широко цитирани прегледи теорије. Валдејер је научио шпански како би апсорбовао Кахалове детаљне студије користећи Голџијев метод и постао његов пријатељ, ментор и промотер у области микроскопске анатомије у којој доминирају немачки.

## Цитологија и ембриологија
Валдејер је такође проучавао базофилно обојене филаменте за које је утврдио да су главни састојци хроматина, материјала унутар ћелијског језгра, од стране његовог колеге из Кила, Валтера Флеминга (1843–1905). Иако је његов значај за генетику и ћелијску биологију тек требало да буде откривен, знало се да су ови филаменти укључени у феномен ћелијске деобе који је открио Флеминг, названу митоза. Он је 1888. сковао термин „хромозом“ да их опише.
Међу многим другим анатомским и ембриолошким студијама, Валдејер је постао познат по свом пионирском истраживању развоја зуба и косе, многи термини које је измислио и данас су у употреби. Објавио је и прве ембриолошке, анатомске и функционалне студије о назо-оро-фарингеалном лимфном ткиву, које је добило његово име.
Године 1904. изабран је за члана Америчког филозофског друштва.